# 沙弗拉赫訥諾克山

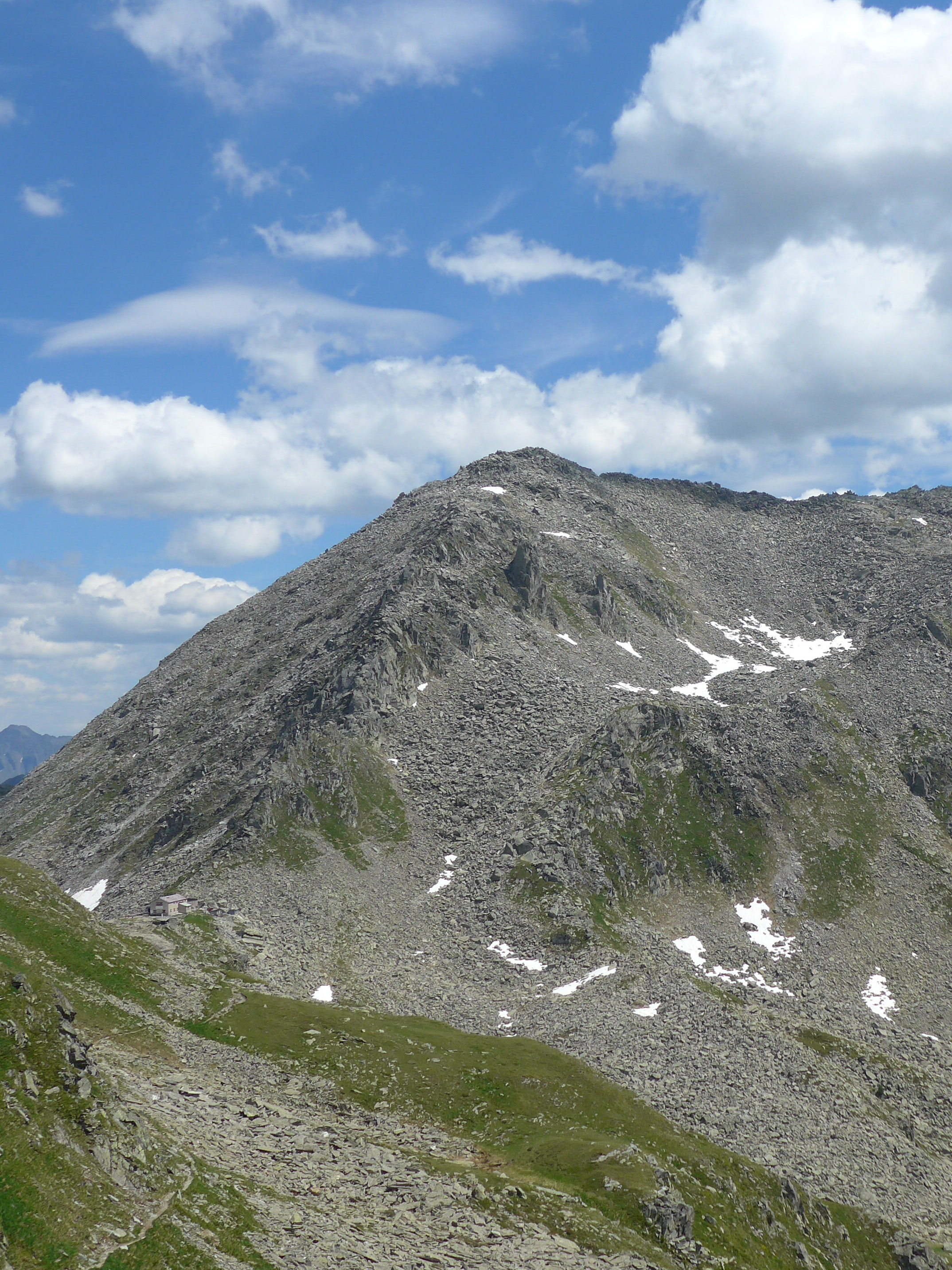

46°57′08″N 11°48′48″E / 46.9523°N 11.8132°E
沙弗拉赫訥諾克山（義大利語：Cima delle Pecore），是意大利的山峰，位於該國東北部，由博爾扎諾-南蒂羅爾自治省負責管轄，屬於齊勒塔爾阿爾卑斯山脈的一部分，海拔高度2,703米，每年平均降雨量1,579毫米。